# 砂川恵理歌
砂川恵理歌（すなかわ えりか、本名同じ、1977年 - ）は、日本の歌手。沖縄県宮古島市出身、現在は沖縄県那覇市在住。所属レーベルはR and C。所属事務所はjacobetty。

## 概要
デビュー前は老人福祉施設にて介護リハビリ助手として働くかたわら、沖縄県内ローカルCMのCMソングを複数担当したり、2005年に行われたNHKのど自慢（NHK総合・ラジオ第1）の嘉手納町大会に出場し優勝するなど、沖縄県では知る人ぞ知る人物であった。
2006年春、日本テレビ系『歌スタ!!』で行われたリクルート情報誌『ガテン』とのコラボレートオーディション「ガテドル（ガテンなアイドル）オーディション」に参加。当時「うたいびとハンター」として番組に出演していた市川喜康の目にとまり、秋に行った最終プレゼンでR and Cからのデビューが決定する。12月20日にシングル『Heart Drops』で歌手デビュー。FM沖縄のオンエアチャートでは発売当時1位を記録するなど、沖縄県内では人気の歌手となる。
2007年、沖縄県内ローカルCMで自身が歌唱を担当した3曲のCMソングを収録したミニアルバム『笑 (えみ)』を発売する。
2008年6月、関西テレビ・フジテレビ系列全国ネットドラマ『無理な恋愛』の最終話に新人歌手役で出演。7月30日には、オペラ『トゥーランドット』の「誰も寝てはならぬ」を日本語歌詞を付けてカバーした2枚目のシングル『ひかり』を発売。
2009年2月、3rdシングル「一粒の種」リリース。遺言をもとにしてできたこの曲の発表に至るまでの過程を描いた、NHK沖縄放送局制作のドキュメント番組「一粒の種〜遺言から咲いた命の歌〜」（沖縄県内で2月6日、全国放送で3月17日）「沖縄ちゅらうた ～一粒の種～」が放送。4月25日に沖縄県糸満市にある糸満観光農園で開催されたMESHサポートチャリティフェスティバルにアーティスト演奏者として参加した。
2010年、宮古島大使に任命。

## ディスコグラフィー

### シングル
1. Heart Drops（2006年12月20日）
2. ひかり（2008年7月30日）
3. 一粒の種（2009年2月18日）
4. 一粒の種〜合唱〜（2010年7月7日（沖縄先行）、2010年9月22日（全国発売））

### ミニアルバム
1. 笑（2007年10月24日）

### アルバム
1. 一粒の種のアルバム（2011年4月20日）

### 参加作品
- 琉球 LOVERS ROCK（2008年1月15日）
  - 「涙そうそう」カバー収録

### タイアップ
| 曲名             | タイアップ                                           |
| Heart Drops      | 日本テレビ系『歌スタ!!』2006年12月のお題歌           |
| Heart Drops      | 日本テレビ系『ダウンタウンDX』エンディングテーマ     |
| 笑               | 沖縄伊藤園『さんぴん花茶』CMソング                   |
| 遠い街へと       | 久米仙酒造CMソング                                   |
| おはようサン     | 糸満市潮崎タウンCMソング                             |
| ひかり           | 東海テレビ・フジテレビ系ドラマ『白と黒』主題歌       |
| 一粒の種〜合唱〜 | NHK九州沖縄ブロック『きん☆すた』エンディングテーマ   |
| 一粒の種〜合唱〜 | 日本テレビ系『ヒルナンデス!』5月度エンディングテーマ |
| 凛として         | 沖縄県市町村介護保険広域連合CMソング                 |

## 出演

### テレビ番組
- 九州沖縄ドキュメント ムーブ「隔離の現在（いま） ～精神障害者とともに生きるには～」（2011、e-JNN） - ナレーション
- RBC THE NEWSスペシャル「みずほの日々～精神障害者とともに生きる～」（2012年、琉球放送） - ナレーション

### 映画
- 一粒の種～真太陽の島の大合唱～（2011年、よしもとクリエイティブ・エージェンシー）